# Künstlicher Stern
Als künstlicher Stern wird in der Astrometrie und Astrogeodäsie ein Laserstrahl bezeichnet, der als Richtungsbezug (Mire) oder zur Bestimmung der Reaktionszeit (Persönliche Gleichung) dient, wie sie bei einem visuell beobachteten Sterndurchgang auftritt.
Der erste Einsatzbereich kann auch mit einem Kollimations-Fernrohr und beleuchtetem Fadenkreuz erfolgen, während der zweite eine genaue Regelung der Bewegung (scheinbare Sterngeschwindigkeit im Gesichtsfeld) und eine automatische Zeitregistrierung an mehreren Stellen der Bewegungsbahn erfordert. Hier wird daher eine punktförmige Lichtquelle mit Bewegungsregistrierung verwendet.
Im Allgemeinen lässt sich der künstliche Stern auch in seiner Helligkeit regeln, weil die Reaktionszeit bei Durchgangsbeobachtungen schwächerer Sterne etwas länger ist als bei hellen.
Als künstlicher Leitstern wird bei astronomischen Großteleskopen ein mit Laserteleskop in der Stratosphäre erzeugter heller Lichtfleck bezeichnet, mit dem die Steuerung für Adaptive Optik erfolgen kann.